# Ганна Вейр
Ганна Роуз Вейр (англ. Hannah Rose Ware; нар. 8 грудня 1982) — англійська акторка, найвідоміша за ролями Емми Кейн у політичному драматичному серіалі Бос (2011—2012) та Сари Генлі в мильній опері ABC Зрада (2013—2014).

## Життєпис
Ганна Вейр народилася в Гаммерсміті, виросла в місті Клепгем. Дочка Гелени (до шлюбу Кілл), соціальної працівниці, та Джона Вейра — репортера BBC Panorama, які розлучилися, коли їй було 12. У неї є молодша сестра, співачка Джессі Вейр. Її мати єврейка. Ганна та її сестра отримали релігійне виховання. Вона відвідувала школу Аллена у Дульвічі, потім навчалася акторській майстерності в Інституті театру й кіно Лі Страсберга у Нью-Йорку.

### Кар'єра
Веар зіграла ролі у фільмах «Парочка копів» (2010) та «Сором» (2011).
З 2011 по 2012 рік вона виконала роль Еммі Кейн — покинутої, наркотично залежної дочки мера Чикаго Тома Кейна, у серіалі «Бос» телекомпанії Starz.
У 2013 році взяла участь у драматичному серіалі ABC «Зрада» як головна героїня, а також з'явилася в трилері Спайка Лі «Олдбой».
У 2015 році Вейр виконала головну жіночу роль у бойовику «Хітмен: Агент 47» .

## Фільмографія

### Фільм
| Рік  | Назва            | Роль                     | Примітки       |
| ---- | ---------------- | ------------------------ | -------------- |
| 2010 | Парочка копів    | Місіс Армісен            |                |
| 2011 | Сором            | Саманта                  |                |
| 2013 | Олдбой           | Донна Готорн             |                |
| 2013 | Доторк           | Сінді                    | Короткий фільм |
| 2015 | Хітмен: Агент 47 | Катя ван Діс, агентка 90 |                |
| 2017 | Наслідки         | Тесса                    |                |
| 2018 | Янгол            | Діана Елліс              |                |

### Телебачення
| Рік       | Назва     | Роль         | Примітки                   |
| --------- | --------- | ------------ | -------------------------- |
| 2011–2012 | Бос       | Емма Кейн    | Повторювана роль, 18 серій |
| 2013–2014 | Зрада     | Сара Генлі   | Повторювана роль, 13 серій |
| 2018      | Перший    | Сейді Г'юїтт | Повторювана роль, 8 серій  |
| 2021      | Той самий | Ребекка Вебб | Повторювана роль, 8 серій  |